# Русецкий, Анатолий Максимович
Анато́лий Макси́мович Русе́цкий (род. 14 февраля 1951 года, Борисов, БССР, СССР) — белорусский политик, министр промышленности Республики Беларусь (2003—2009).

## Биография
В 1973 году окончил Белорусский политехнический институт с отличием, приборы точной механики.
Трудовую деятельность начал конструктором Специального конструкторского технологического бюро с опытным производством Института физики Академии наук БССР.
С 1977 года — ведущий инженер Минского филиала Московского конструкторско-технологического бюро, затем — ведущий конструктор Особого конструкторского бюро «Импульс» Министерства радиопромышленности СССР.
С 1981года — ведущий инженер, а с1982 года — начальник сектора в "КБТЭМ" НПО "Планар" Министерства электронной промышленности СССР.
С 1989 года — главный инженер, а с 1991 года — директор завода "Электронмаш" НПО "Планар".
С 1992 года — генеральный директор НПО "Планар".
С 1997 по 2002 год — заместитель и первый заместитель министра промышленности Республики Беларусь.
С 2002 по 2003 год — председатель Комитета по науке и технологиям при Совете министров Республики Беларусь.
С 2003 по 2009 год — министр промышленности Республики Беларусь.
В декабре 2009 года был назначен на должность директора Института тепло- и массообмена имени А. В. Лыкова Национальной академии наук Беларуси, а в декабре 2010 года — на должность Председателя Президиума Национальной академии наук Беларуси.
25 сентября 2012 года избран членом Совета Республики Национального собрания Республики Беларусь пятого созыва от города Минска, 19 октября — заместителем Председателя Совета Республики Национального собрания Республики Беларусь пятого созыва.
Член Совета по взаимодействию органов местного самоуправления при Совете Республики Национального собрания Республики Беларусь.
18 декабря 2012 года избран заместителем председателя Парламентского Собрания Союза Беларуси и России.
Доктор технических наук, профессор, ученый в области электронной техники. Под его руководством создано новое поколение оптико-механического, сборочного и контрольно-измерительного оборудования для субмикронных производств.
Автор более 80 научных трудов, имеет 14 авторских свидетельств и патентов.

## Награды
- Лауреат Государственной премии Республики Беларусь в области науки и техники (1996).
- Награждён Орденом Почёта, медалью «За трудовые заслуги», Почётной грамотой Национального собрания Республики Беларусь, двумя почетными грамотами Совета Министров Республики Беларусь, четырнадцатью юбилейными медалями и почетными знаками.
- Орден «Содружество» (26 ноября 2015 года, Межпарламентская ассамблея СНГ) — за активное участие в деятельности Межпарламентской Ассамблеи и её органов, вклад в укрепление дружбы между народами государств — участников Содружества Независимых Государств[7].